# Podpis

Podpis T.G.Masaryka

Podpis (někdy také signatura z latinského signare – označovat) je ručně psané a často stylizované vypsání jména nebo jiného identifikačního znaku (přezdívky, erbu, monogramu) osoby, která podpis napsala. Zkrácený podpis osoby se nazývá parafa.

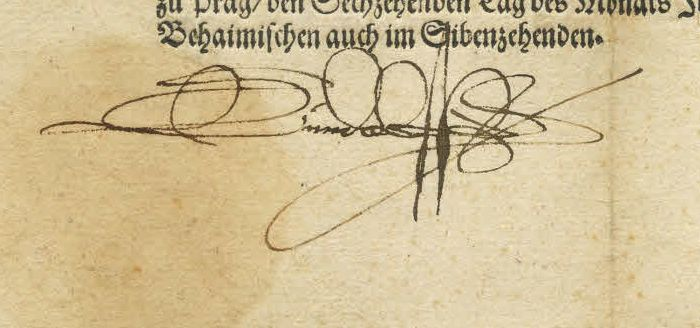
Podpis císaře Rudolfa II.

## Signatář
Osoba se tímto způsobem hlásí k textu, který je většinou uveden výše (odtud název pod-pis), dává najevo svůj souhlas s ním, nebo jeho autorství a nazývá se signatář (tímto termínem se obvykle označují osoby, které (se) podepsaly (pod) významný dokument; osoby, které podepsaly dopis nebo nevýznamný dokument se obvykle takto neoznačují) – v angličtině: signatory.

## Provedení podpisu
Podpisy jsou většinou vlastnoruční a tedy psané na papír, při zasílání e-mailů ale může autor napsat své jméno do e-mailu elektronicky (takový elektronický podpis je v dnešní době právně relevantní, vyšší formu ověření pak představuje zaručený elektronický podpis), na tištěných listinách, např. v obchodní korespondenci se také často uplatňuje tištěný i vlastnoruční podpis.
Podpis je většinou psán písmem, které se běžně používá ve státě, kde je text podepsán, v Česku tedy latinkou. Pokud má nějaké písmo, jako právě latinské, více variant (tiskací a psací písmo), je preferována varianta, většinou užívaná v rukopisech (v Česku psací písmo). Ze středověku i modernější doby jsou známy také podpisy symbolické, většinou kryptogramy[ujasnit] jména. V písmech s rozvinutější kaligrafií (arabské písmo, čínské písmo) je podpis většinou kaligraficky velmi vytříbený.
Ve středověku byla velkým problémem častá negramotnost, a tím pádem neschopnost určité skupiny obyvatelstva použít podpis. Takové osoby se, pokud to bylo nutné, podepisovaly ustáleným symbolem tří křížků (+++), tzv. znamení ruky, k němuž byla napsána jinou osobou poznámka, že je vlastnoručně napsal jejich negramotný autor. Většinou však ovšem osoby negramotné neprováděly jednání, při nichž by byl podpis nutný.
V dřívějších dobách byl podpis většinou doprovázen pečetí, v moderní době se pečetí užívá jen zřídka, častější je užití razítka.
Celebrity často věnují svým příznivcům na památku své podpisy, zejména podepsané fotografie (někdy společně s dotyčným fanouškem) s věnováním (dedikací), přičemž takovému podpisu se říká autogram. Rukopisům slavných osobností se říká autograf. Autogramy (podpisy) a autografy (rukopisy) jsou předmětem sběratelství a sběratelé v Česku a na Slovensku sdružuje Klub sběratelů autogramů.

## Právní význam
Podpis se kromě soukromých dopisů většinou nachází na různých právních dokumentech, jako jsou například závěti nebo smlouvy. Podpis se v právu považuje za doklad souhlasu osoby s takto písemně projevenou vůlí. Tak velký význam a tak velkou rozlišovací hodnotu má podpis a rukopis obecně zejména pro svou mimořádně obtížnou padělatelnost (viz Písmoznalectví). Je však zapotřebí, aby byl umístěn až na konci textu, protože dovršuje dané právní jednání, text následující až za podpisem nemá právní následky.
Zákony a jiné předpisy zpravidla vyžadují podpis prezidentem nebo jiným vrchním státním funkcionářem pro svou platnost. Obdobně v mezinárodním právu může prezident či jiný zástupce podepsat smlouvu za stát, který zastupuje. Pokud je k platnosti nějakého aktu potřeba více podpisů, označují se jako spolupodpisy.
Podpis literárního díla se také považuje za důkaz autorství.

### Definice
Podpisem se obvykle rozumí specifická křivka vytvořená nějakým psacím náčiním a nějakým psacím médiem na hmotný substrát, obvykle na papír, zpravidla rukou, ve výjimečných případech indispozice i např. nohou nebo ústy. Specifičnost podpisu není spojena jen s křivkou podpisu, ale spočívá i ve způsobu rukopisu, který je nedílnou součástí tělesné integrity člověka a nelze ho snadno odvodit pro možné padělání. Český právní řád obecně podpis explicitně pozitivně nedefinuje, nestanoví žádné specifické nároky na jeho obsah, provedení nebo čitelnost. Obsah pojmu je považován za notorietu, výkladová pravidla se ustálila v rámci právní praxe mnoha set let. Soudní praxe dospěla k závěru, že platnosti podpisu nebrání ani to, je-li nečitelný nebo zjednodušený. Podle soudce Jana Podaného vlastnoručním podpisem není podpis vytvořený na elektronickém záznamovém zařízení (tabletu, signpadu), neboť není zachována listinná podoba. Vzhledem k zavedené definici by téměř nikdo nepovažoval za platně podepsanou listinu, na jejímž konci (nebo v záhlaví) by bylo jméno a příjmení jednající osoby vypsané strojem nebo s využitím textového editoru, a to ani kdybychom z jiných okolností věděli, že jej skutečně psala jednající osoba. Stejně tak by zpravidla nebyl uznán vytištěný či nakopírovaný obraz vlastnoručního podpisu.
Pro některá právní jednání může být podpis definován konkrétně. Příkladem je žádost o vydání občanského průkazu či cestovního pasu, kde zákony popisují podpis jako „vlastní rukou občana provedené písemné vyjádření vlastního jména, popřípadě jmen, a příjmení, popřípadě pouze příjmení.“

### Náhrady vlastnoručního podpisu
Podle Občanského zákoníku je podpis možné nahradit značkou, pokud v písemné formě právně jedná ten, kdo nemůže číst a psát, ale je schopen seznámit se s obsahem právního jednání pomocí přístrojů či speciálních pomůcek nebo prostřednictvím jiné osoby, kterou si zvolí. Poté namísto podpisu opatří listinu před alespoň dvěma svědky rukou nebo jinak vlastní značkou, ke které jeden ze svědků připíše jméno jednajícího. Další možnou náhradou podpisu jsou „mechanické prostředky“ (např. podpisové razítko, vytištěný podpis nebo faksimile podpisu), které lze podle občanského zákoníku použít „tam, kde je to obvyklé“, což může být například masová korespondence a listiny s nízkou pravděpodobností padělání.
Vedle původního významu podpisu ve smyslu vlastnoručního je do pojmu podpis zahrnut i elektronický podpis. Vedle tzv. zaručeného elektronického podpisu, který by měl technicky zaručovat autenticitu podpisu i podepsaného dokumentu a je pro některé úkony výslovně vyžadován, jsou vedeny i právní diskuse o povaze tzv. prostého elektronického podpisu, tj. pouhého uvedení jména jednající osoby v elektronickém dokumentu, např. pomocí textového editoru nebo automatickým připojením podpisové patičky za text. Uznáváním takových elektronických podpisů může dojít k paradoxní situaci, kdy uvedení jména, které v listinné podobě za podpis považováno není, by po převedení dokumentu do elektronické podoby již za podpis považováno bylo.

### Úřední ověřování podpisu
Ověřování podpisu neboli legalizace je úřední ověření skutečnosti, že určitá osoba vlastnoručně podepsala nějakou listinu nebo podpis na listině uznala za vlastní, přičemž tento úkon se odehrál před ověřující osobou. Ověřující osoba kontroluje totožnost osoby tím, že vyžaduje predložení dokladu totožnosti, nicméně neporovnává, zda podpis souhlasí s podpisem na dokladu. Legalizací se nepotvrzuje správnost ani pravdivost údajů uvedených v listině ani jejich soulad s právními předpisy. Legalizaci jako službu provádí v ČR notáři, úředníci pověřeného obecního úřadu a místa Czech POINT, tj. Český podací ověřovací informační národní terminál.

### Podpisový vzor
Podpisový vzor je zvláštním případem podpisu, který slouží k autorizaci některých transakci, například v bankovnictví. Klient banky si zřídí podpisový vzor podle podmínek, které banky mohou vyžadovat (čitelnost, celé jméno či jen příjmení, odlišný tvar od běžného podpisu, možnost doplnění dalších symbolů a podobně), a ten pak slouží k jeho autorizaci při operacích, které to vyžadují – například podání příkazů k úhradě na papírovém nosiči nebo výběr hotovosti na pokladně, kdy příslušný pracovník banky porovnává podpis klienta s podpisovým vzorem. Obdobně při platbě kartou za pomocí imprinteru provádí prodejce ověření shody podpisu na účtence s podpisovým vzorem na kartě. Po roce 2010 dochází k útlumu použití podpisového vzoru a k použití moderních metod autorizace, například prostřednictvím PIN kódů, SMS zpráv či mobilních aplikací.